# 大阪艺术大学短期大学部
大阪艺术大学短期大学部（日语：／ Osaka Geijutsu Daigaku Tanki Daigakubu *），简称艺短，是一所位于日本大阪府大阪市东住吉区的私立短期大学。前身是浪速短期大学（日语：／ Naniwa Tanki Daigaku *）。

## 概要

### 简介
- 学校最早可以追溯到1945年[2][3]。短期大学为于1951年开办[3]、由学校法人冢本学院经营[4]。为男女同校。

### 历史
- 1951年 浪速外国语短期大学成立并同时设置一个学科即英语科[3]。
- 1953年 英语科分离为两个课程、以下列举[3]。
  - 第一部
  - 第二部：新成立[注 3]。
- 1954年 今年4月保育科成立、分离为两个课程、以下列举[3]。
  - 第一部
  - 第二部（以后招生到2010年）
- 1954年 今年8月12日改校名为浪速短期大学[3]。
- 1955年 函授教育课程成立在保育科。
- 1959年 校园迁址至大阪市东住吉区从大阪市天王寺区[3]。
- 1960年 两个学科成立、以下列举[3]。
  - 设计美术科
    - 第一部
    - 第二部[注 3]

  - 广报科
    - 第一部
    - 第二部[注 3]
- 1962年 商业科成立、分离为两个课程、以下列举。
  - 第一部
  - 第二部[注 3]
- 1962年 美术・设计专攻成立在专科、分离为两个课程、以下列举。
  - 第一部
  - 第二部
- 1963年 两个学科成立在函授教育课程、以下列举。
  - 设计美术科
  - 广报科
- 1986年 新校园成立在兵库县伊丹市。
- 2000年 改校名为大阪艺术大学短期大学部、五个学科改名为、以下列举。
  - 保育科→保育学科
    - 第一部
    - 第二部
    - 函授教育课程

  - 英語科→英美文化学科
  - 设计美术科→设计美术学科
    - 第一部
    - 函授教育课程

  - 广报科→广报学科
    - 第一部
    - 函授教育课程（以后招生到2010年）

  - 商业科→商业学科
- 2003年 保育专攻成立在专科（但以后招生到2009年、停办于2011年）
- 2005年 商业学科更名为经营设计学科。
- 2010年 两个学科改名为、以下列举。
  - 经营设计学科→商务学科（以后招生到2011年）
  - 广报学科→媒体·艺术学科[注 1]。

### 宪章
- 请参看大阪艺术大学短期大学部的标志 （页面存档备份，存于） （日語） 2014年5月24日阅览。

## 学校环境
- 大阪校园：在大阪府大阪市东住吉区、有保育学科、英美文化学科（含前商务学科）。
- 伊丹校园：在兵库县伊丹市、有设计美术学科、媒体·艺术学科[注 1]

## 历任校长
- 冢本英邦：现在短期大学校长[5]

## 著名人和有关人员
- 川村龙一：前广报学科访问学人

## 组织

### 学科
- 英美文化学科
- 保育学科
  - 第一部
  - 函授教育课程
- 设计美术学科
  - 第一部
  - 函授教育课程
- 媒体·艺术学科[注 1]

### 前学科
| - 英语科 - 第一部 - 第二部 - 保育学科第二部 - 设计美术科第二部 - 广报科 - 第一部 - 第二部 - 函授教育课程 - 商业科 - 第一部 - 第二部 |

### 专科
| - 设计美术专攻 - 第一部 - 第二部 |

### 前专科
| - 保育专攻 |

### 业余课程
| - 没有 |

### 附属学校
- 幼儿园：浪速短期大学有了四个幼儿园到2000年3月、各自变更为大阪艺术大学附属从2000年4月、以下列举。
  - 松鼻：成立于1953年。
  - 照丘：成立于1958年。
  - 金刚：成立于1968年。
  - 泉北：成立于1982年。

### 附属机关
| - 图书馆 |

## 知名校友
- 大冢爱：创作歌手
- 丰崎爱生：声优
- 木灵：创造者、美术家
- 池边久美子：声优
- 骏河太郎：音乐家、演员
- 华名：女职业摔交手、设计师

## 相关链接
- 日本短期大学列表